# Безотосов, Алексей Ильич
Безотосов Алексей Ильич (29 марта 1923, Доброе Поле, Курская губерния — 2004, Москва) — советский военачальник, генерал-полковник (30.04.1982).

## Биография
Из крестьянской семьи. Русский. Окончил Севское педагогическое училище в 1941 году.
В Красной Армии с 21 июня 1941 года. Окончил Орловское бронетанковое училище в 1942 году (в то время находившееся в эвакуации в Майкопе). Участник Великой Отечественной войны. Член ВКП(б) с 1944 года. В советско-японской войне в августе 1945 года участвовал в должности командира танковой роты 73-й отдельной танковой бригады 2-го Дальневосточного фронта.
После Великой Отечественной войны проходил службу на разных должностях в войсках Московского военного округа, с 1947 — в Группе советских оккупационных войск в Германии, Белорусского военного округа и Одесского военного округа. Был командиром танковой роты, помощником и заместителем начальника штаба полка, начальником штаба  отдельного учебного батальона и заместителем начальника оперативного отдела штаба армии, начальником штаба дивизии.  Окончил Военную академию бронетанковых войск имени И. В. Сталина в 1958 году, Военную академию Генштаба Вооружённых Сил СССР в 1966 году. С 1966 года — командир мотострелковой дивизии, первый заместитель начальника штаба Приволжского военного округа и Киевского военного округа. С 1972 года — помощник представителя Главнокомандующего Объединенных Вооружённых Сил государств — участников Варшавского Договора по оперативным вопросам в Национальной народной армии Германской Демократической Республики.
С 1974 года — первый заместитель начальника штаба Московского военного округа. С мая 1975 года — начальник штаба — первый заместитель командующего войсками Уральского военного округа. Генерал-лейтенант (28.10.1976).
С января 1977 года — начальник штаба — первый заместитель командующего войсками Московского военного округа. С декабря 1982 года — начальник штаба Гражданской обороны СССР — первый заместитель начальника Гражданской обороны СССР. Активный участник ликвидации последствий катастрофы на Чернобыльской АЭС в 1986 году, получил большую дозу облучения. 
С 1988 года — в отставке.
Жил в Москве. Умер в 2004 году. Похоронен на Троекуровском кладбище.
Сыновья — Безотосов Михаил Алексеевич, полковник; Безотосов Виталий Алексеевич, полковник, Дочь — Куликова Нина Алексеевна

## Награды
- орден Октябрьской революции (1986)
- орден Отечественной войны I степени (1985)
- орден Красной Звезды (1956)
- орден «За службу Родине в Вооружённых Силах СССР» II степени (1978)
- орден «За службу Родине в Вооружённых Силах СССР» III степени (1975)
- медали

ордена и медали иностранных государств
- Боевой орден «За заслуги перед народом и Отечеством» в серебре (ГДР, 1974)
- Медаль «50 лет Монгольской Народной Армии» (МНР, 1971)
- Медаль «30-я годовщина Революционных Вооружённых сил Кубы» (Куба, 1986)
- Медаль «30 лет Болгарской народной армии» (НРБ, 1974)
- Медаль «За укрепление братства по оружию» (НРБ, 1977)
- Медаль «40 лет Победы над гитлеровским фашизмом» (НРБ, 1985)
- Медаль «30 лет освобождения Чехословакии Советской Армией» (ЧССР, 1974)